# Nadzwyczajny Komisarz Oszczędnościowy
Nadzwyczajny Komisarz Oszczędnościowy – stanowisko służbowe przy Prezesie Rady Ministrów, powołane celem przeprowadzenia koniecznych oszczędności w administracji państwowej oraz w zakładach i przedsiębiorstwach państwowych, połączonych z reorganizacją i uproszczeniem urzędowania.

## Powołanie Komisarza
Na podstawie rozporządzenia Rady Ministrów z dnia 26 marca 1923 r. o ustanowieniu Nadzwyczajnego Komisarza Oszczędnościowego powołano Komisarza.
Na podstawie rozporządzenia Prezydenta RP z 1924 r. o ustanowieniu Nadzwyczajnego Komisarza Oszczędnościowego powołano Komisarza. Ustanowienie Komisarza pozostawało w ścisłym związku z ustawą z 1924 r. o naprawie Skarbu Państwa i reformie walutowej. Nadzwyczajnego Komisarza Oszczędnościowego powoływał Prezydent RP na wniosek Rady Ministrów. Komisarz służbowo podlegał Prezesowi Rady Ministrów i brał udział w posiedzeniach Rady Ministrów w sprawach, które wchodziły w zakres jego działania.
Komisarzem w latach 1923–1926 był wojewoda lubelski Stanisław Moskalewski .

## Działalność komisarza
Najważniejszym celem ministra skarbu Władysława Grabskiego było zrównoważenie budżetu i zatrzymanie hiperinflacji, a następnie ustanowienie polskiej waluty. Pierwszym komisarzem został wojewoda lubelski Stanisław Moskalewski, który odpowiadał za cięcia budżetowe. Działania rządu polegały m.in. na przyspieszeniu płatności podatku majątkowego, zwolnieniu ok. 29 tys. urzędników i wstrzymania subsydiów dla kolei.

## Uprawnienia Komisarza
Nadzwyczajnemu Komisarzowi Oszczędnościowemu przysługiwało prawo badania pod względem administracyjnym i finansowym ustroju i zakresu działania wszystkich urzędów oraz zakładów i przedsiębiorstw państwowych. Ponadto Komisarzowi przysługiwało prawo powoływania rzeczoznawców z grona urzędników i spośród fachowców, w celu pełnienia funkcji komisarzy oszczędnościowych w poszczególnych urzędach i przedsiębiorstwach. Powoływanie rzeczoznawców z grona urzędników następowało w drodze służbowej, za pośrednictwem władzy służbowej urzędnika.

## Decyzje Komisarza
Decyzje Nadzwyczajnego Komisarza Oszczędnościowego otrzymywały moc obowiązującą w chwili wyrażenia zgody przez zainteresowanego ministra oraz Ministra Skarbu. W razie sprzeciwu ze strony zainteresowanego ministra względnie Ministra Skarbu dotyczących spraw, które wymagałoby zmiany ustaw lub rozporządzeń, wówczas Komisarz przedstawiał swoje wnioski Prezesowi Rady Ministrów.

## Państwowa Rada Oszczędnościowa
Komisarz w planie działań zapowiadał m.in. uproszczenie systemu biurowego i zwiększenie wydajności pracy urzędów. Ponieważ uprawnienia komisarza pozwalające badać działalność urzędów, zakładów i przedsiębiorstw państwowych. Komisarz uczestnicząc w niektórych posiedzeniach Rady Ministrów, miał prawo do wydawania własnych decyzji. Politycy i prasa wyrażali zaniepokojenie tą sytuacją, co doprowadziło do utworzenia doradczego ciała kolegialnego – Państwowej Rady Oszczędnościowej.
Na podstawie rozporządzenia Prezesa Rady Ministrów z 1924 r. o Państwowej Radzie Oszczędnościowej ustanowiono Radę. Radę powołano w celu wydawania opinii w przedłożonych przez Komisarza sprawach, dotyczących zamierzonych akcji w kierunku zastosowania oszczędności w wydatkach państwowych. Akcja polegała na reorganizacji urzędów oraz uproszczeniu urzędowania. Rada miała możliwość stawiania wniosków z własnej inicjatywy.
W skład Państwowej Rady Oszczędnościowej weszli posłowie, profesorowie oraz najwyżsi urzędnicy szczebla centralnego: P. Drzewiecki, Kazimierz Fudakowski, Karol Lutostański, J. Moraczewski, Stanisław Osiecki, Idzi Radziszewski, Paweł Ramocki, Roman Rybarski, Antoni Rząd, T. Sułkowski, Ludwik Tołłoczko oraz T. Tomaszewski. Na pierwszym posiedzeniu Rady zdecydowano o utworzeniu kilku podkomisji, z których jedna miała podjąć zagadnienie organizacji pracy w administracji. Gremium spotkało się jednak tylko trzy razy, nie wypracowując ostatecznie żadnych konkretnych wniosków.

## Posiedzenia Rady
W posiedzeniach Rady brali udział z głosem doradczym:
- komisarze oszczędnościowi z poszczególnych resortów,
- delegaci właściwego ministra o ile sprawy omawiane sprawy przez Radę, które dotyczyły tych ministerstw,
- zaproszeni przez Komisarza rzeczoznawcy,
- delegat Najwyższej Izby Kontroli.

Przewodniczącym Rady był Komisarz.

## Okręgowe komisje oszczędnościowe
Na podstawie rozporządzenie Prezesa Rady Ministrów w porozumieniu z Ministrem Skarbu z 1924 r. o ustanowieniu okręgowych komisji oszczędnościowych powołano okręgowe komisje.
Do zakresu działania okręgowych komisji oszczędnościowych należało w szczególności:
- przedstawianie Komisarzowi wniosków w zakresie przeprowadzania koniecznych oszczędności, jak również reorganizacji i uproszenia urzędowania i metod pracy w administracji państwowej oraz zakładach i przedsiębiorstwach państwowych,
- czuwanie nad wykonaniem zarządzeń wydanych przez Komisarza.

Okręgowym komisjom przysługiwało prawo badania pod względem administracyjnym oraz finansowym ustroju i zakresu działania wszystkich urzędów administracyjnych II i I instancji oraz zakładów i przedsiębiorstw państwowych.

## Skład komisji
W skład komisji wchodzili:
- delegat Ministra Skarbu jako przewodniczący,
- delegat wojewody,
- czterech członków spośród rzeczoznawców,
- delegat ministra, którego zakres działania był rozpatrywany.